# Semple Stadium
 (mars 2025).
Si vous disposez d'ouvrages ou d'articles de référence ou si vous connaissez des sites web de qualité traitant du thème abordé ici, merci de compléter l'article en donnant les références utiles à sa vérifiabilité et en les liant à la section « Notes et références ».
Semple Stadium est un stade de sports gaéliques appartenant à l’Association athlétique gaélique (GAA) situé à Thurles dans le Comté de Tipperary en Irlande. C’est le plus grand stade du Munster et le troisième plus grand stade d’Irlande avec une capacité d’accueil de 53 000 places (dont 36 000 assises). Il a été considéré pendant longtemps comme la Mecque du hurling.

## Histoire
Le terrain où a été construit le stade  était auparavant connu sous le nom de Thurles Sportsfield (le terrain de sport de Thrules). Le site est mis en vente en 1910 et acheté par un groupe local d’amateurs de sports gaéliques pour £900.  Pour trouver la somme, il est organisé une émission d’actions auprès des habitants de la ville. Le terrain resta la propriété des actionnaires jusqu’en 1956 date à laquelle il est transféré à la GAA.
En 1934, pour organiser la finale du All-Ireland de hurling et pour célébrer les cinquante ans de l’association, d’importants travaux sont réalisés pour répondre à une très forte demande de places et ainsi accueillir près de 60 000 personnes. Les remblais sur lesquels se postaient les spectateurs sont rasés. Des tribunes sont créées et celles existantes agrandies. Malheureusement, le jubilé eut lieu à Croke Park et il fallut attendre 50 ans pour qu’une finale de championnat d’Irlande se déroule dans le stade (1984). À cette date, c’est le centenaire de la GAA qui y fut célébré.
En 1968, de nouveaux travaux sont faits avec la construction de la tribune Dr Kinane. En 1971, le stade reçoit le nom de Tom Semple, le capitaine de l’équipe de Tipperary vainqueur du All-Ireland en 1900, 1906 et 1908. Les tribunes "Ardan O Riain" en face de la tribune Kinane et le virage côté ville sont terminés en 1981 pour une somme de £500 000 .
Récemment[Quand ?], un appel d'offres a été lancé pour préparer un nouvel agrandissement du stade. Le projet est d’agrandir le stade pour atteindre près de 57 000 places et rénover les infrastructures d’accueil (loges pour sponsors et invités, vestiaires, restaurants). Le projet prévoit aussi de transformer en gradins les virages et de mettre en place un éclairage pour pouvoir jouer en nocturne.